# Alejandro Morán Santamaría
Alejandro Morán Santamaría, més conegut com a Caco Morán (Gijón, 30 d'abril de 1973), és un exfutbolista asturià.

## Trajectòria
Format al planter de l'Sporting de Gijón, Caco Morán va passar pels diversos equips del club abans de pujar a l'equip B el 1990 i al primer equip el 1994. Juga només 12 partits amb l'Sporting de Gijón en primera divisió, a la campanya 94/95, on aconsegueix fins a quatre gols. Però, la temporada 95/96 torna a jugar amb el filial, sense aparicions a l'equip gran.
La temporada 96/97 fitxa pel Llevant UE, a la Segona Divisió, on és titular amb 34 partits. Passa un any a València abans d'incorporar-s'hi a l'Extremadura, i a la següent, fitxa pel CD Numancia. A Sòria hi roman tres anys, i viu l'històric ascens dels castellans a la màxima categoria del futbol espanyol el 1999. L'asturià és peça clau en la formació que aconsegueix la fita. Caco Morán disputa dues temporades més a Primera amb el Numància, on juga en total 40 partits i marca sis gols.
El 2001, després del descens dels sorians a Segona, fitxa pel Recreativo de Huelva, de la 2a, on milita un any abans de passar al Real Jaén. Hi juga dues campanyes amb els andalusos i retorna a Astúries, primer amb el Reial Oviedo, que milita entre 2aB i Tercera Divisió, i després amb el Lealtad de Villaviciosa, també de la Tercera Divisió.

### Clubs
- 90-96 Sporting At.
- 94-95 Sporting
- 96-97 Llevant
- 97-98 Extremadura
- 98-01 Numancia
- 01-02 Recreativo de Huelva
- 02-04 Real Jaén
- 04-07 R. Oviedo
- 07-09 Lealtad